# Hagieni (okręg Jałomica)
Hagieni – wieś w Rumunii, w okręgu Jałomica, w gminie Mihail Kogălniceanu. W 2011 roku liczyła 41 mieszkańców.